# ابوالحسن حکیمی
ابوالحسن حکیمی (۱۲۶۷ تبریز - ۱۳۵۳) دپیلمات سازمان ملل متحد، نماینده مجلس شورای ملی و از بنیانگذاران بانک عمران بود.
خانوادهٔ حکیمی از بروجرد به تبریز رفته بودند. پدرش میرزا ابوالحسن حکیم‌باشی و عمویش میرزا محمود خان بروجردی، از پزشکان دربار مظفرالدین میرزا ولیعهد در تبریز بودند و از همین رو لقب حکیم‌الملک به آنان اعطا شده بود. این لقب بعداً به برادر بزرگترش ابراهیم رسید که بعدها نخست‌وزیر ایران شد.
ابوالحسن آخرین فرزند میرزا ابوالحسن حکیم‌باشی و کوکب خانم قاجار دولو بود. چون اندکی پس از درگذشت پدرش به دنیا آمدند، نام پدرش را بر او نهادند. او را در نوجوانی بررای تحصیل به بیروت فرستادند. همان‌جا با همسر آینده‌اش مارتا در دانشگاه آشنا شد که یهودی مذهب بود و از همسر قبلی‌اش سه فرزند داشت. در دوران جنگ جهانی اول، همسر اول مارتا درگذشت و آن دو ازدواج کردند و همراه با فرزندان مارتا به سوئیس رفتند.
حکیمی پس از پایان جنگ جهانی اول و تأسیس جامعه ملل در ژنو، کارمند هیئت ایرانی در جامعه ملل شد اما پس از مدت کوتاهی استعفا داد و به استخدام جامعه ملل درآمد. در آن سال‌ها سید حسن تقی‌زاده گاهنامه کاوه را در آلمان منتشر می‌کرد و حکیمی نیز مقالاتی با نام مستعار منوچهر فرساد در کاوه می‌نوشت اما پس از مدتی به عللی نامعلوم، رابطه‌اش با تقی‌زاده به هم خورد.
او تا پایان جنگ جهانی دوم به کار در جامعه ملل ادامه داد. سپس با تشکیل سازمان ملل متحد به این سازمان منتقل شد و ابتدا در مقر آن در لندن و سپس نیویورک اقامت گزید تا اینکه سرانجام بازنشسته شد و به ایران بازگشت. در انتخابات دوره شانزدهم مجلس شورای ملی در سال ۱۳۲۸ به پیشنهاد برادرش ابراهیم حکیمی کوشش کرد نامزد نمایندگی تبریز شود اما چون استاندار آذربایجان داماد خودش را منتخب مردم معرفی کرده بود، از مشگین‌شهر نامزد شد و با پیروزی در انتخابات به مجلس راه یافت.
حکیمی در سال ۱۳۲۹ بانک عمران را با کمک انوشیروان سپهبدی بنیان نهاد. این بانک پایه اساسی برنامه اصلاحات ارضی بود. او در دوره نوزدهم مجلس نیز برای دومین بار به نمایندگی مشگین‌شهر انتخاب شد.